# Racopilum microides
Racopilum microides là một loài rêu trong họ Racopilaceae. Loài này được M. Fleisch. ex Dixon mô tả khoa học đầu tiên năm 1932.